# Peter Theiler

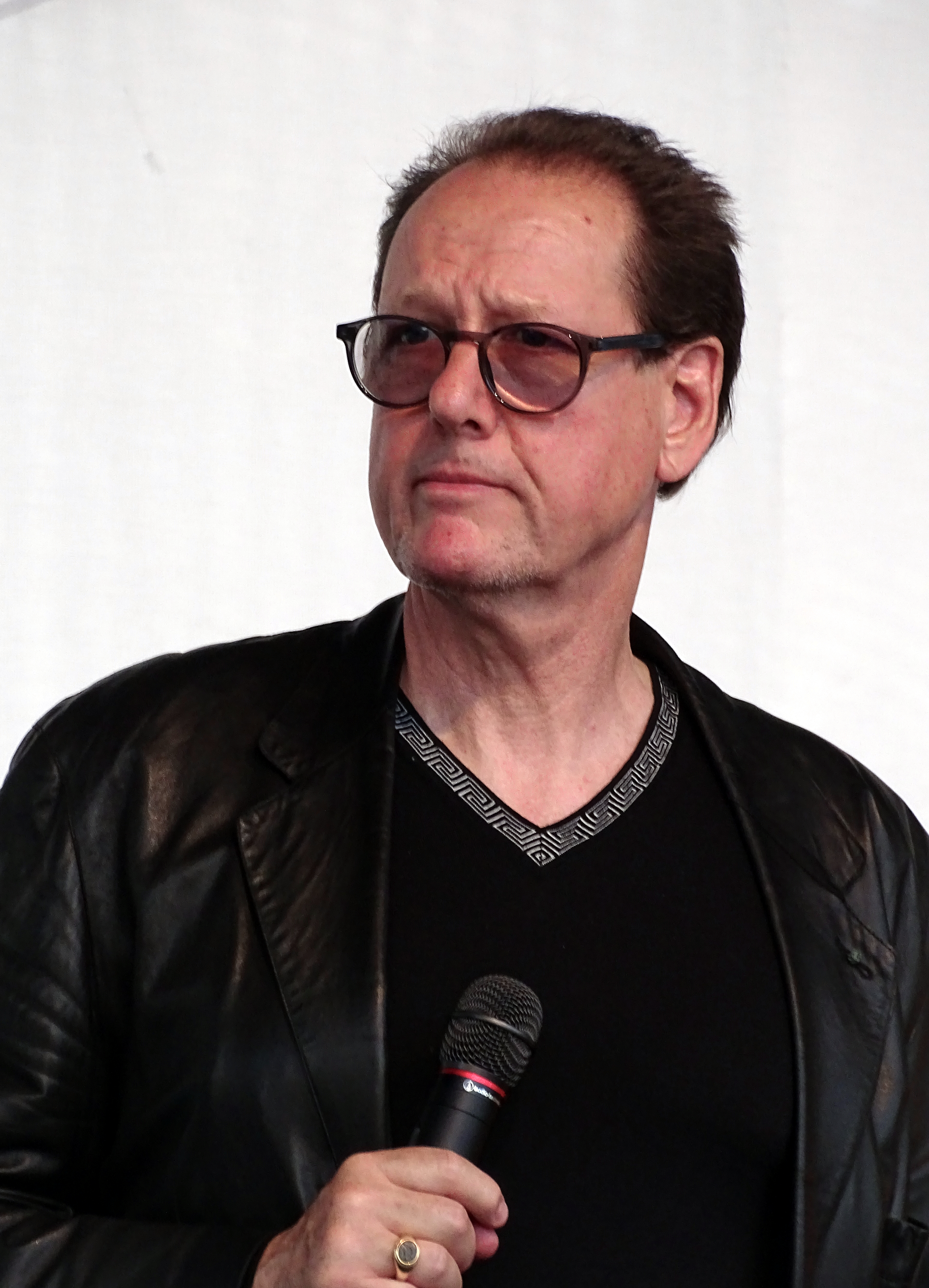
Peter Theiler 2024

Peter Theiler (* 25. Mai 1956 in Basel) ist ein Schweizer Opernregisseur, Bühnenbildner und Theaterleiter. Er war von 2018 bis 2024 Intendant der Sächsischen Staatsoper Dresden. Zuvor war er Generalintendant des Musiktheaters im Revier (2001–2008) und Staatsintendant des Staatstheaters Nürnberg (2008–2018).

## Leben
Theiler studierte Geschichte und deutsche Literaturwissenschaft. Noch während des Studiums arbeitete er als Regieassistent am Musiktheater der Städtischen Bühnen Bielefeld (1979–81), dann am Grand Théâtre de Genève sowie als Spielleiter an der Oper Frankfurt (1982–87). Dort hat ihn die Zusammenarbeit mit den Regisseuren Ruth Berghaus, Christof Nel und Volker Schlöndorff beeinflusst.
Seit 1984 ist Peter Theiler mit der Kostümbildnerin Gabriele Heimann verheiratet. In der Saison 1987/1988 erhielt er ein erstes Engagement als Regisseur ans Musiktheater im Revier in Gelsenkirchen, wo er die deutsche Erstaufführung von Michael Tippetts Der Irrgarten inszenierte. Ein Jahr später wechselte Theiler als Betriebsdirektor und Regisseur an die Opéra de Nice.
Ab 1991 war Theiler Direktor des französischen Theaterfestivals „Perspectives“ in Saarbrücken. Gleichzeitig übernahm er einen Lehrauftrag für szenischen Unterricht am Opernstudio der Musik-Akademie der Stadt Basel. Von 1994 bis 1996 war er als Oberspielleiter und Bühnenbildner der Oper am Nationaltheater Mannheim engagiert. Anschließend ging er als Direktor des Theaters Biel Solothurn zurück in die Schweiz.
Von 2001 bis 2008 war er Generalintendant des Gelsenkirchener Musiktheater im Revier. Von Herbst 2008 bis 2018 war er als Nachfolger von Wulf Konold Staatsintendant am Dreisparten-Staatstheater Nürnberg. Theiler ist seit 2018/19 Intendant der Semperoper Dresden.
Peter Theiler ist regelmässig Juror bei internationalen Gesangswettbewerben, engagiertes Mitglied im Deutschen Bühnenverein sowie Vorstandsmitglied der Chambre Professionnelle des Directions d’Opéra in Paris. Seit Juni 2025 ist er Präsident des Kuratoriums für den Friedenspreis Dresden – International Peace Prize.
Theiler lebt mit seiner Frau in Dresden.

## Ehrungen
Im Jahr 1991 wurde Theiler vom französischen Kultusminister zum „Chevalier de L'Ordre des Arts et Lettres“ ernannt. Mit der Verleihung des Grades eines Offizieres desselben Ordens wurde er im Herbst 2004 noch einmal für seine grenzübergreifende Arbeit im Dienste der französischen Kultur ausgezeichnet.
Im Juli 2012 wurde Peter Theiler vom Eidgenössischen Departement für auswärtige Angelegenheiten zum Honorarkonsul der Schweiz in Nürnberg ernannt.